# Gàl·lia Cispadana
La Gàl·lia Cispadana va ser una antiga regió d'Itàlia compresa dins de la divisió més general de la Gàl·lia Cisalpina, on habitaven els bois i sènons, situada al sud del riu Padus (Po), al sud de la Gàl·lia Transpadana.